# Ruggero Scandiuzzi
Ruggero Scandiuzzi (Marmirolo, 20 novembre 1951) è un cantautore e musicista italiano.
È a capo di un'orchestra che esegue musica da ballo, con la quale si esibisce molte sere all'anno nei locali e nelle piazze italiane, soprattutto del nord d'Italia. Le sue canzoni più note sono Applausi in paradiso, Occhi fieri, Stella, Firenze e Colpevole.

## Biografia
Mantovano originario di Marmirolo, Ruggero Scandiuzzi partecipa a vari concorsi canori per tentare di emergere nel mondo della musica italiana. Nel 1969 arriva la prima vittoria al "Concorso voci nuove" di Castiglione delle Stiviere.
In seguito vince numerose edizioni del "Concorso voci nuove": "Calice d'oro" al "Concorso voci nuove" di Guidizzolo, "Concorso voci nuove"  di Isola della Scala, "Concorso voci nuove"  di Riviera degli Ulivi Bardolino.
Nel 1970 partecipa al "Concorso Canoro" di Castrocaro Terme in onda su Rai 1, fortemente voluto da Gianni Ravera, dove si piazza al terzo posto su 3000 cantanti. È la volta poi di Settevoci, noto programma condotto da Pippo Baudo, dove, sempre da solista, viene chiamato come ospite.
Nel 1974 decide di formare un gruppo musicale insieme all'amico Guido Morselli solamente per passione e non come attività lavorativa. Il gruppo viene battezzato "Ruggero e i gangsters". Nel 1981 i due decidono di fare di questa attività la loro professione concentrandosi nel campo della melodia italiana. Il nome del gruppo cambia in "Ruggero e Guido".
L'orchestra viene chiamata da Maurizio Seymandi nella sua "Superclassifica Show" (1994), in onda su Canale 5.
Nel gennaio del 1996 la band partecipa al Festival delle orchestre "Italia in musica" condotto da Claudio Lippi e Maria Giovanna Elmi in onda su TeleMontecarlo.
Successivamente Ruggero e Guido giungono ad una pacifica separazione professionale.
Guido sceglie di cambiare completamente vita, mentre Ruggero nel 1997 forma una nuova orchestra che porta il suo nome.
L'orchestra è un gruppo formato da 9 elementi: Ruggero Scandiuzzi (voce), Alberto Rubes (tastiera, fisarmonica), Donato Bagnoli (Chitarra acustica ed elettrica), Gianluca Martani (basso), Valerio Turrini (piano), Marco Gelmetti (sax, clarinetto), Fabio Schiavetti (sax), Attilio Bertoni (batteria), Daniele Montanari (basso, tastiera).
Nel 1998 Ruggero si vede consegnare l'ambito "Disco d'Oro". Ottiene, poi, il riconoscimento di "Cantante dell'anno" ed è stato più volte premiato con il "Telefono d'Oro" e il "Microfono d'Oro".
Nel 2001 partecipa a "Ballo Amore e Fantasia", varietà dedicato alle orchestre e alla musica da ballo in genere andato in onda su Rete 4 e condotto da Emanuela Folliero e Angelo Zibetti di Radio e Studio Zeta. Molteplici sono anche le collaborazioni con altri cantanti facenti parte di questo genere musicale. Prima fra tutti Titti Bianchi, con la quale ha realizzato tre album, poi Franco Bastelli e Pietro Galassi.
Molti sono gli album incisi in questi anni, tra i più famosi si ricordano Non dirmi addio, Applausi in paradiso,
L'angelo del sorriso, Un angolo di eternità, Sei speciale, Fiume.
Nel 2013 vince il "Microfono d'oro" con il brano Colpevole.
Nel 2020 partecipa alla trasmissione condotta da Antonella Clerici The Voice Senior su Raiuno, talent-show per cantanti over 60, dimostrando duttilità musicale con il brano di Ultimo I Tuoi Particolari, entusiasma tra i coach i Carrisi (Al Bano e la figlia Jasmine) ed entra nel vivo della competizione canora.

## Vita privata
Ha una moglie di nome Wilma e due figli: Eleonora e Davide.

## Discografia
Album in studio
- 1995 - Serenata, con Titti Bianchi
- 1995 - Applausi in paradiso (Joker, MC 20029)
- 1996 - Ricomincio da capo
- 1997 - Ruggero '97 (Joker, CD 20045)
- 1998 - L'angelo del sorriso (Joker, MC 20055)
- 1999 - Notte speciale (Joker, CD 20063)
- 1999 - Aria di festa (raccolta)
- 2000 - Giramondo (Joker, CD 20067)
- 2000 - Insieme...con allegria, con Titti Bianchi
- 2001 - Impariamo a ballare (strumentale)
- 2001 - Un angolo di eternità (contiene il brano "Stella") (Joker, MC 20075)
- 2002 - Titti Bianchi & Ruggero Scandiuzzi cantano Bianco Natale (Joker, MC 20085)
- 2003 - Parole d'amore (SAAR Records, MC 7074)
- 2004 - Sei speciale (SAAR Records, MC 7079), con Titti Bianchi
- 2004 - Io le canto così (Joker, MC 20089)
- 2005 - Cantiamo una canzone, con Titti Bianchi
- 2005 - Strega gitana (SMI 708)
- 2007 - Fiume (SCAN CD 001)
- 2009 - Io e la musica (Fonola Dischi, CD 1960)
- 2009 - Oggi le canto così - I successi raccolta n. 1 (Fonola Dischi, CD 1963)
- 2010 - Canzoni & rarità (Fonola Dischi, CD 2014)
- 2011 - Acqua di lago (Fonola Dischi, CD 2154)
- 2013 - Colpevole (Fonola Dischi, CD 2328)
- 2014 - Goodbye
- 2015 - Grande ritorno, con Titti Bianchi
- 2016 - Canzone alla vita (	Novalis Edizioni Musicali, CD 2464)
- 2019 - Ama il mondo

Apparizioni
- 1996 - 1º Festival delle Orchestre Italiane '96 (Carosello, 300575-29), con il brano Diario di casa mia
- 2002 - Ballo, amore e fantasia - compilation 2002 (Luna Records, LUN 010-1), con il brano Miracolo d'amore
- 2022 - Balla Italia compilation - Vol. 10 (Edizioni Musicali Bagutti, EB 583), con il brano Buon compleanno

### Come Ruggero & Guido
- 1992 - Innamorato
- 1993 - Amore testardo (Joker, MC 20005)
- 1994 - Non dirmi addio (Joker, MC 20012)
- xxxx - Momenti della vita (Radio Mobilificio di Cantù, R.M.C. 1092)

Apparizioni
- 1995 - Balliamo italiano 1 (Daniele Srl, DAN 104001-2) con i brani Non dirmi addio e Nuova vita con Titti Bianchi
- 1997 - W il liscio (Super Music, MOCD 6099), con il brano Musica nuova